# Christian Stein (Pfarrer)
Johann Daniel Christian Stein (* 14. Dezember 1809 in Dessau; † 16. September 1887 ebenda) war ein deutscher Pfarrer und Landtagsabgeordneter.

## Leben
Christian Stein war der Sohn des Schmiedemeisters Christian Stein (* 1766 in Radegast) und dessen Ehefrau Johanne Juliane, geborene Kitzing. 1809 war die Familie von Radegast nach Dessau gezogen und hatte dort das Haus Muldstraße 2 erworben, welches seit dem 16. Jahrhundert als Schmiede genutzt worden war. Neben Christian gab es noch vier ältere Geschwister. Die Mutter starb am 19. Januar 1814, als Christian Stein vier Jahre alt war. Sein älterer Bruder Karl Stein (* 1801) führte die Schmiede weiter, Christian besuchte die Hauptschule (den Vorgänger des  Gymnasiums) in Dessau, erwarb dort die Hochschulreife und studierte 1830 bis 1834 Theologie an der Universität Jena. Während seines Studiums wurde er 1831 Mitglied der Jenaischen Burschenschaft/Germania.
Bereits in der Studentenzeit fiel Stein als Liberaler auf. 1833 trat er als Redner auf einem Treffen von Burschenschaftern anlässlich des Frankfurter Wachensturms auf. Entsprechend wurde er polizeilich überwacht. Nach dem Studium wurde er 1835 Erzieher (3. Inspektor) am Francisceum Zerbst. 1838 wurde er regulärer Lehrer und unterrichtete als Ordinarius die Quarta. Der Schuldirektor, Heinrich Ritter, beurteilte seinen Unterricht positiv. Er sei „lebendig und anregend“. 
Als Lehrer hatte er auch die Heiratsberechtigung erhalten. Er heiratete Jenny Kitzinger (* 30. Juli 1822 in Zerbst), die Tochter des Majors Friedrich Kitzinger. Aus der Ehe gingen drei Söhne hervor. Der älteste Sohn Paul (* 2. April 1848) starb nach zwei Monaten, die weiteren Söhne waren Moritz Heinrich Gustav Hermann Hans (* 15. Juni 1850) und Bernhard Paul (* 24. Mai 1855).

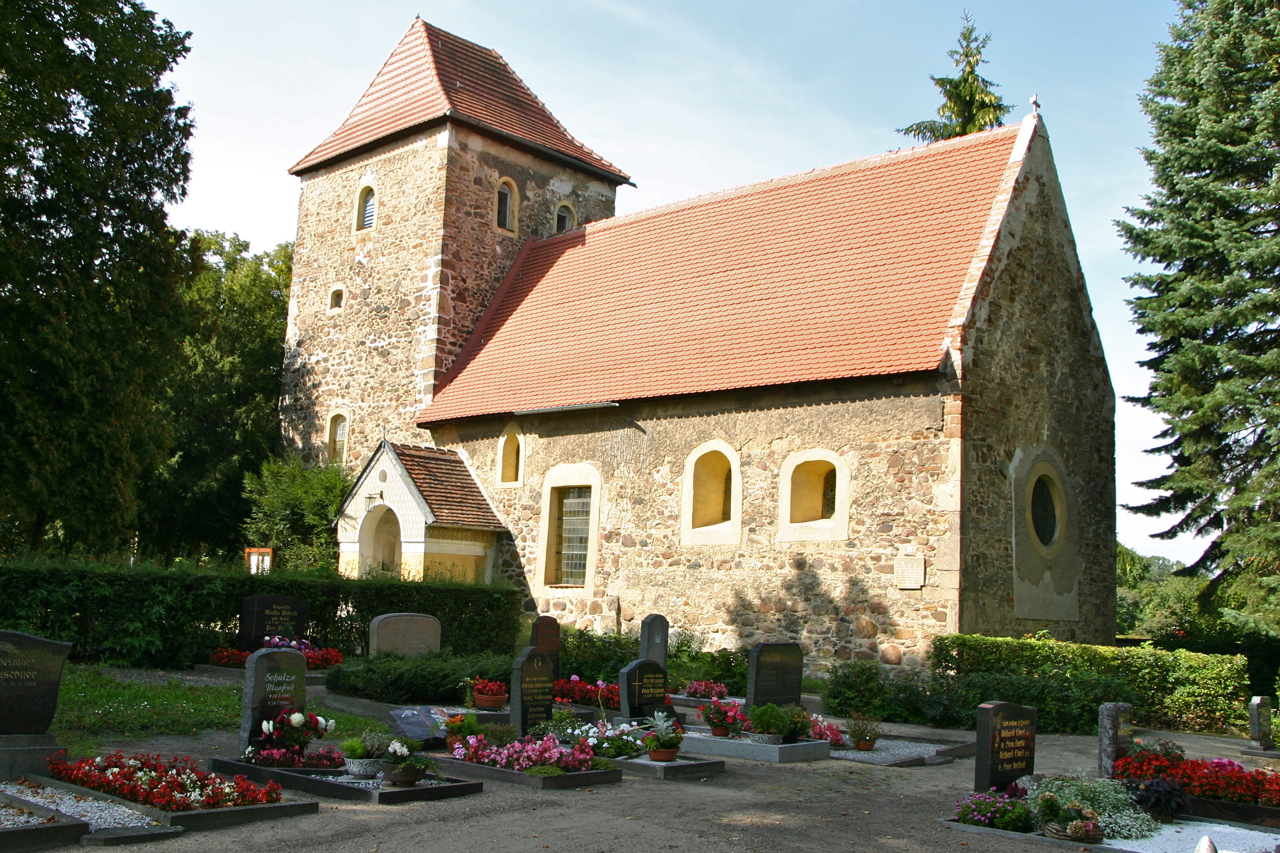
Kirche in Scheuder

Im Januar 1846 beantragte er die Übernahme in ein Pfarramt. Zum 29. August 1846 wurde er daraufhin zum Pfarrer in Scheuder berufen. Er stand den Lichtfreunden nahe und kritisierte insbesondere die Verflechtung von Staat und Kirche.
In der Märzrevolution gehörte er zunächst nicht zum Kellerkreis, der Organisation der Liberalen. Im Laufe der folgenden zwei Jahre intensivierte er aber seine Tätigkeit für die Revolution. Ab Anfang 1849 erschien in Köthen die Anhaltische Volkszeitung. Redakteure waren Christian Stein und Alfred von Behr. 1849 begann er mit seinem Werk Die Geschichte der deutschen Bauerkriege für das Volk. Es handelte sich um eine Kurzfassung von Wilhelm Zimmermanns Standardwerk über den Bauernkrieg und wurde in Form mehrerer Hefte günstiges an die Bevölkerung verkauft.
Nachdem der konstituierende Landtag von Anhalt-Dessau-Köthen am 29. Oktober 1848 die Verfassung verabschiedet hatte, kam es im April 1849 zur ersten Wahl zum ordentlichen Landtag von Anhalt-Dessau gemäß dieser Verfassung. Stein kandidierte im Wahlkreis Quellendorf und gewann die Wahl mit 349 von 393 Stimmen gegen den bekannten Ornithologen Eduard Baldamus. Der Landtag trat erstmals am 15. August 1849 zusammen. Im Landtag schloss er sich den linken Demokraten an. Am 12. November 1849 löste der Herzog den Landtag auf, der damit keine große Wirkung erzielen konnte. Am 10. November 1850 gründete sich in Scheuder, wie in anderen Orten, der Volksverein, in dem Stein Mitglied war.
Mit seiner liberalen Haltung stand Stein bald im Gegensatz zum restlichen Klerus. Die Pfarrer waren in der Pastoralgesellschaft zusammengeschlossen. Der Pfarrer Lippold aus dem benachbarten Reupzig stellte eine Anklageschrift gegen Stein zusammen, die auf der Sitzung der Pastoralgesellschaft am 10. Juli 1850 von den anwesenden 48 Pfarrern angenommen und an den Herzog als Landesbischof weitergeleitet wurde. Die politische Arbeit Steins wurde als „politische Wühlerei in eines Predigers unwürdiger Weise“ bewertet. Das herzogliche Konsistorium verschärfte dies noch einmal. Stein sei „antikirchlich und durch und durch socialistisch, ja revolutionär“. Die Anklage des Konsortiums wurde am 3. September 1850 dem Ministerium vorgelegt und dieses lud Stein am 5. November 1850 erstmals zur Vernehmung vor. Es wurde ermittelt, dass Stein der Führer der Demokraten in Quellendorf, Scheuder und Rosefeld sei, er aber die Pflichten als Pfarrer immer erfüllt habe. Der herzogliche Oberstaatsanwalt sah „Vorbereitung zum Hochverrat“. 
Auch wenn die Anklage gegen Stein nicht weiter vorangetrieben wurde, wurde Stein im Laufe der immer stärker werdenden Reaktion klar, dass er seine Pfarrstelle verlieren würde, wenn er weiter in der Öffentlichkeit für seine Meinung werben würde. Er widerrief daher gegenüber der Pastoralgesellschaft seine Positionen und richtete am 19. Februar 1852 ein Gnadengesuch an den Herzog. Als Zeichen sichtbarer Reue stiftete er eine Glocke für die Kirche, die heute noch bestehende Sühneglocke. Das Verfahren gegen Stein wurde jedoch nicht eingestellt, sondern weiter verschleppt. Am 5. Mai 1853 kam es zu einer Hausdurchsuchung, bei der ein Schmähgedicht Steins gegen den preußischen König sichergestellt wurde.
Mit dem Sieg der Reaktion sanken die Hoffnungen Steins. Er bewarb sich daher auf die Stelle des Pfarrers und Lehrers in der Anhaltinischen Kolonie Ascania Nova in der heutigen Ukraine. Dies wurde auch am 12. Februar 1856 gebilligt und Stein siedelte mit seiner Familie in einer anstrengenden, sechs Wochen langen Reise um. Der Herzog verlor aber nun das Interesse an der Kolonie und verkaufte diese an Friedrich Fein. Stein musste zurückkehren. Die Entschädigung von 1600 Rubel behielt die herzogliche Regierung ein. Zwischenzeitlich war in Scheuder Heinrich Voigt als Pfarrer berufen worden. Stein konnte daher nicht auf seine alte Position zurück. Ab 1858 war er Pfarrer in Horstdorf und ab 1864 in Freckleben. Im Alter von 75 Jahren trat er in den Ruhestand.
Am 26. April 2012 wurde eine Gedenktafel für Christian Stein an der Kirche angebracht.